# Guillaume François
Guillaume François (ur. 3 czerwca 1990 w Libramont) – belgijski piłkarz grający na pozycji defensywnego obrońcy. Od 2021 jest zawodnikiem klubu Royale Union Saint-Gilloise.

## Kariera klubowa
Swoją karierę piłkarską François rozpoczął w juniorach takich klubów jak RES Champlon (do 2005), RE Virton (2005-2006) i Excelsior Mouscron (2006-2008). W 2008 roku stał się członkiem pierwszego zespołu Excelsioru i 22 listopada 2008 zadebiutował w jego barwach w pierwszej lidze belgijskiej w przegranym 1:3 wyjazdowym meczu ze Standardem Liège. W Excelsiorze grał do grudnia 2009.
W styczniu 2010 François został zawodnikiem Germinalu Beerschot. Swój debiut w nim zaliczył 17 stycznia 2010 w przegranym 1:4 domowym meczu z Cercle Brugge. W Germinalu Beerschot występował do końca 2012 roku.
Na początku 2013 roku François przeszedł do Royalu Charleroi. Swój debiut w nim zaliczył 9 lutego 2013 w wygranym 1:0 domowym meczu z Lierse SK. W Charleroi występował przez 3,5 roku.
Latem 2016 François został piłkarzem trzecioligowego klubu Beerschot Wilrijk. Swój debiut w nim zaliczył 3 września 2016 w wygranym 2:0 wyjaZdowym spotkaniu z RFCB Sprimont. W sezonie 2016/2017 awansował z Beerschotem do drugiej ligi.
Latem 2018 François przeszedł do RE Virton. Zadebiutował w nim 1 września 2018 w wygranym 3:0 wyjazdowym meczu z KFC Dessel Sport. W sezonie 2018/2019 wywalczył z Virtonem awans do drugiej ligi.
Latem 2020 François przeszedł do Royale Union Saint-Gilloise. Swój debiut w nim zanotował 21 sierpnia 2020 w wygranym 2:0 wyjazdowym spotkaniu z KMSK Deinze. W sezonie 2020/2021 awansował ze swoim klubem do pierwszej ligi.
| Sezon   | Klub               | Kraj   | Rozgrywki     | Mecze | Gole |
| ------- | ------------------ | ------ | ------------- | ----- | ---- |
| 2008/09 | Excelsior Mouscron | Belgia | Eerste klasse | 6     | 0    |
| 2009/10 | Excelsior Mouscron | Belgia | Eerste klasse | 16    | 2    |
| 2009/10 | Germinal Beerschot | Belgia | Eerste klasse | 7     | 0    |
| 2010/11 | Germinal Beerschot | Belgia | Eerste klasse | 15    | 2    |
| 2011/12 | Germinal Beerschot | Belgia | Eerste klasse | 31    | 3    |
| 2012/13 | Germinal Beerschot | Belgia | Eerste klasse | 18    | 1    |
| 2012/13 | Royal Charleroi    | Belgia | Eerste klasse | 9     | 0    |
| 2013/14 | Royal Charleroi    | Belgia | Eerste klasse | 33    | 1    |
| 2014/15 | Royal Charleroi    | Belgia | Eerste klasse | 26    | 0    |
| 2015/16 | Royal Charleroi    | Belgia | Eerste klasse | 4     | 0    |
| 2016/17 | Beerschot Wilrijk  | Belgia | Nationaal 1   | 22    | 4    |
| 2017/18 | Beerschot Wilrijk  | Belgia | Tweede klasse | 33    | 4    |
| 2018/19 | RE Virton          | Belgia | Nationaal 1   | 34    | 5    |
| 2019/20 | RE Virton          | Belgia | Tweede klasse | 11    | 0    |
| 2020/21 | Union SG           | Belgia | Tweede klasse | 18    | 1    |

## Kariera reprezentacyjna
François ma za sobą występy w młodzieżowych reprezentacjach Belgii na różnych szczeblach wiekowych: U-17, U-18, U-19 i U-21. W 2007 roku wystąpił na Mistrzostwach Europy U-17 (półfinał) i Mistrzostwach Świata U-17 (faza grupowa).